# Colin O'Donoghue
Colin O'Donoghue (sinh ngày 26 tháng 1 năm 1981) là một nam diễn viên kiêm nhạc sĩ người Ireland được biết đến với vai diễn Thuyền trưởng Killian "Hook" Jones trong loạt phim truyền hình Ngày xửa ngày xưa và vai diễn Michael Kovak trong phim điện ảnh The Rite.

## Tiểu sử
O'Donoghue sinh ra và lớn lên tại Drogheda, County Louth, trong một gia đình Công giáo Rôma. Anh theo học tại các trường học ở địa phương, và sau đó là trường diễn xuất The Gaiety School of Acting tại Dublin. Ở tuổi 16, O'Donoghue chuyển tới Paris sống trong một tháng để học tiếng Pháp.

## Sự nghiệp
Sự nghiệp ban đầu của O'Donoghue chủ yếu xoay quanh các vai diễn sân khấu hoặc truyền hình tại Ireland và Vương quốc Anh. Năm 2003, anh giành Giải thưởng điện ảnh và truyền hình Ireland cho "Tài năng mới xuất sắc nhất" với vai diễn Norman trong Home For Christmas.
Năm 2009, O'Donoghue xuất hiện trong vai Công tước Philip của Bavaria trong một tập phim ở mùa thứ ba của loạt phim lịch sử giả tưởng The Tudors của kênh Showtime. Anh ra mắt vai diễn Hollywood đầu tiên của mình cùng với Anthony Hopkins trong phim điện ảnh kinh dị rùng rợn The Rite (2011). O'Donoghue đã thực hiện một video thử vai cho The Rite tại xưởng phim nhỏ của bạn anh tại Drogheda và gửi nó tới Hoa Kỳ. O'Donoghue ngoài ra cũng là một tay guitar và hát trong ban nhạc The Enemies, thành lập năm 2003 tại Ireland.
Năm 2012, O'Donoghue được tuyển vào vai Thuyền trưởng Hook/Killian Jones trong mùa thứ hai của loạt phim truyền hình nổi tiếng Ngày xửa ngày xưa của kênh ABC. Vai diễn của anh ban đầu chỉ là một vai phụ, cho tới khi có thông báo chính thức rằng O'Donoghue sẽ trở thành nhân vật thường xuyên ở nửa sau mùa thứ hai. Năm 2014, O'Donoghue được tuyển vào đóng trong phim The Dust Storm, một phim điện ảnh độc lập lấy bối cảnh tại Nashville, Tennessee, trong vai một nhạc sĩ tên Brennan.

### The Enemies
O'Donoghue là một trong năm thành viên của ban nhạc Ireland có tên "The Enemies". Được thành lập vào năm 2003 bởi O'Donoghue và những người bạn của anh, Ronan McQuillan, The Enemies ra mắt EP đầu tay cùng tên ban nhạc vào ngày 7 tháng 3 năm 2011. Anh chơi guitar và hát bè trong EP này cũng như album đầu tay của ban nhạc được phát hành sau đó một thời gian. Dù chưa ký hợp đồng với bất kỳ một hãng đĩa nào, ban nhạc vẫn được General Motors ủy quyền để thu âm một số bài hát cho chiến dịch trực tuyến "Chevy route 66" của tập đoàn. Ban nhạc cũng thực hiện phần âm nhạc cho dự án "5BY20" của Coca-Cola. Album phòng thu đầu tay, Sounds Big on the Radio, ban đầu được dự kiến phát hành vào tháng 3 năm 2013, nhưng sau đó lại bị đẩy lùi ngày phát hành xuống năm 2014. Tháng 5, 2013, O'Donoghue tuyên bố rời khỏi ban nhạc vì lịch quay phim dày đặc từ Ngày xửa ngày xưa.

### Giải thưởng
Với vai diễn của anh trong Home for Christmas, Colin O'Donoghue đã giành được giải thưởng cho hạng mục "Tài năng mới xuất sắc nhất" tại Giải thưởng điện ảnh và truyền hình Ireland, diễn ra vào ngày 1 tháng 11 năm 2003.

## Cuộc sống riêng
O'Donoghue kết hôn với Helen O'Donoghue, một giáo viên. Anh và vợ có một người con trai.
O'Donoghue chưa từng có kế hoạch tái định cư tại Los Angeles hay Vancouver, Canada nơi anh thực hiện quay bộ phim Ngày xửa ngày xưa. Anh giải thích, "Bạn không thể biết được tình huống nào sẽ xảy ra, vì thế nên thật hóc búa để đưa ra được một quyết định như thế và chuyển tới đâu đó trong vòng hai hay ba năm...Dù chuyện gì có xảy ra đi nữa, Drogheda vẫn luôn luôn là nhà của tôi bởi vì đó là nơi mà bạn bè và gia đình của tôi sinh sống."
Vì đức tin lớn lao của mình nên mỗi khi không lên màn ảnh, O'Donoghue vẫn thường đeo một chiếc thánh giá bằng bạc lớn mà vợ anh đã đưa cho.

## Danh sách phim

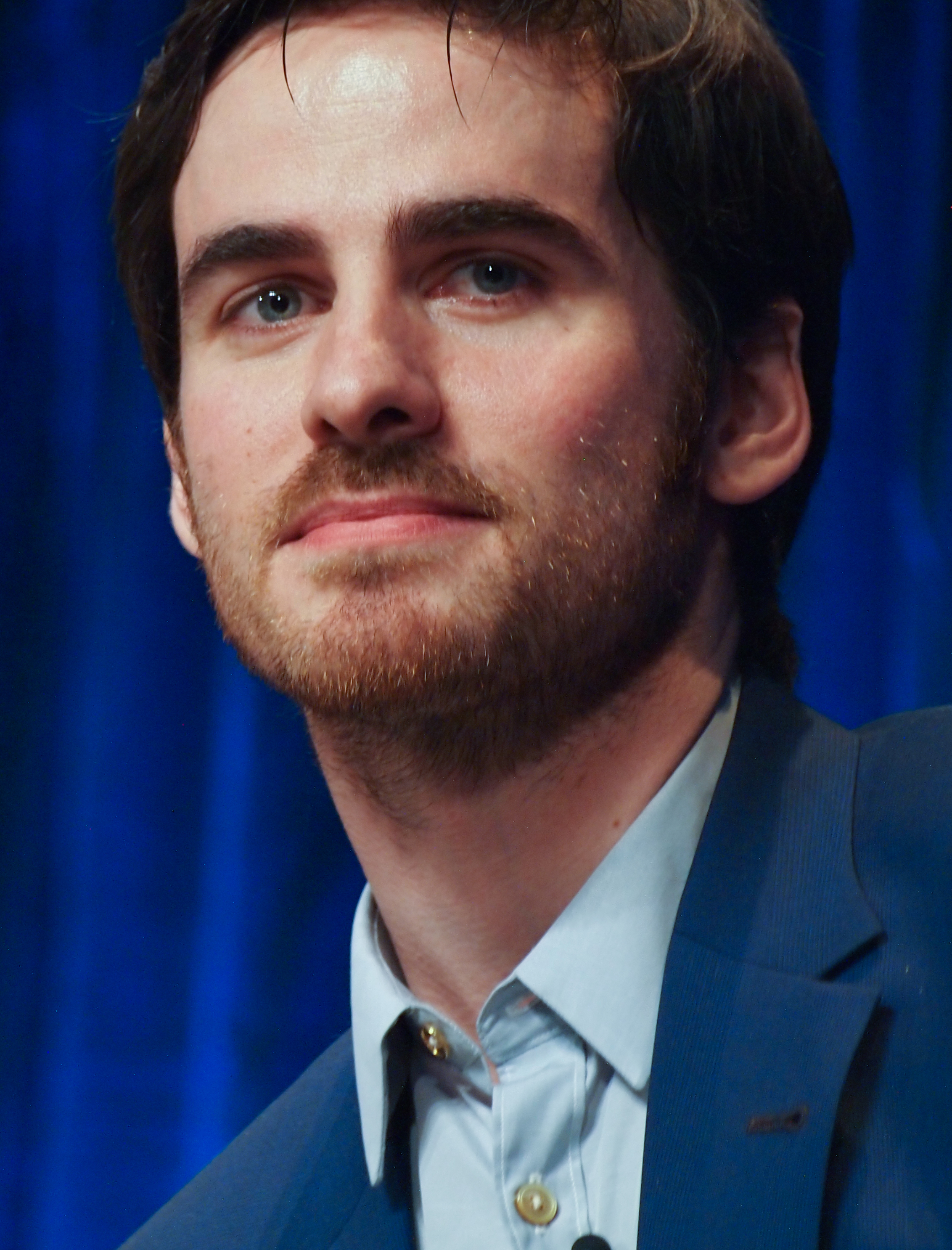
O'Donoghue tại Liên hoan PaleyFest năm 2013

### Điện ảnh
| Năm  | Tên                              | Vai                         | Ghi chú                                                                                              |
| ---- | -------------------------------- | --------------------------- | --- |
| 2002 | Home for Christmas               | Norman Quested              | Phim điện ảnh truyền hình Giải thưởng điện ảnh và truyền hình Ireland cho Tài năng mới xuất sắc nhất |
| 2003 | Call Girl                        | Brendan                     | Phim ngắn                                                                                            |
| 2006 | 24/7                             | Nick                        | Phim ngắn                                                                                            |
| 2009 | The Euthanizer                   | Ben                         | Phim ngắn                                                                                            |
| 2009 | Wild Decembers                   | Young guard                 | Phim điện ảnh truyền hình                                                                            |
| 2011 | Identity                         | John Bloom                  | Phim điện ảnh truyền hình                                                                            |
| 2011 | The Rite                         | Michael Kovak               | |
| 2012 | Storage 24                       | Mark                        | |
| 2015 | The Dust Storm                   | Brennan                     | |
| 2021 | Thợ săn yêu tinh: Titan trỗi dậy | Hisirdoux "Douxie" Casperan | Lồng tiếng                                                                                           |

### Truyền hình
| Năm       | Tên                                     | Vai                              | Ghi chú                        |
| --------- | --------------------------------------- | -------------------------------- | ------------------------------ |
| 2001      | Rebel Heart                             | Rowe                             | Loạt phim ngắn; tập 1          |
| 2004      | Love Is the Drug                        | Peter                            | 2 tập                          |
| 2005      | Proof                                   | Jamie                            | 2 tập                          |
| 2005      | Fair City                               | Emmet Fitzgerald                 | 3 tập                          |
| 2006-2008 | The Clinic                              | Conor Elliott                    | 11 tập                         |
| 2009      | The Tudors                              | Công tước Philip của Bavaria     | Tập: "The Undoing of Cromwell" |
| 2012-2018 | Ngày xửa ngày xưa                       | Thuyền trưởng Hook/Killian Jones | Nhân vật chính (mùa 2–nay)     |
| 2016-2018 | Thợ săn yêu tinh: Truyền thuyết Arcadia | Hisirdoux "Douxie" Casperan      | Lồng tiếng                     |
| 2018-2019 | Bộ ba trời giáng: Câu chuyện ở Arcadia  | Hisirdoux "Douxie" Casperan      | Lồng tiếng                     |
| 2020      | Pháp sư: Chuyện xứ Arcadia              | Hisirdoux "Douxie" Casperan      | Lồng tiếng                     |

### Video âm nhạc
| Năm  | Tên         | Nghệ sĩ         | Vai       | Nguồn         |
| ---- | ----------- | --------------- | --------- | ------------- |
| 2015 | "The Words" | Christina Perri | Người yêu | [ 16 ] [ 17 ] |

## Sân khấu
| Năm | Tên                          | Vai | Sân khấu                            | Địa điểm           |
| --- | ---------------------------- | --- | ----------------------------------- | ------------------ |
|     | Aoife and Isobel             |     | Project Theatre                     | Dublin, Ireland    |
|     | The Dream of a Summer Day    |     | Storytellers Theatre Company        | Dublin, Ireland    |
|     | Eclipse                      |     | Olivier Theatre                     | London, Anh        |
|     | Eugene Onegin – The Roadshow |     | Something Different Theatre Company | Oxford, Anh        |
|     | Leaving                      |     | Quarehawks Theatre Company          | Monaghan, Ireland  |
|     | Moonlight Mickey's           |     | Calipo Theatre Company              | Drogheda, Ireland  |
|     | Othello                      |     | Second Age Theatre Company          | Dublin, Ireland    |
|     | Outlying Islands             |     | Island Theatre Company              | Chicago, Hoa Kỳ    |
|     | Sky Road                     |     | Theatre Royal                       | Waterford, Ireland |
|     | The Taming of the Shrew      |     | Rough Magic Theatre Company         | Dublin, Ireland    |
|     | Walking the Road             |     | Axis Theatre                        | Vancouver, Canada  |
|     | What the Dead Want           |     | Project Theatre                     | Dublin, Ireland    |

## Giải thưởng và đề cử
| Năm  | Giaỉ thưởng                                 | Hạng mục                                                 | Kết quả   | Ghi chú            |
| ---- | ------------------------------------------- | -------------------------------------------------------- | --------- | ------------------ |
| 2003 | Giải thưởng điện ảnh và truyền hình Ireland | Tài năng mới xuất sắc nhất                               | Đoạt giải | Home for Christmas |
| 2014 | Giải Sự lựa chọn của Công chúng             | Favorite On-Screen Chemistry cùng với: Jennifer Morrison | Đề cử     | Ngày xửa ngày xưa  |